# Bible hussite
La Bible hussite (en hongrois : Huszita Biblia ; dite aussi parfois « Bible des Franciscains ») est la plus ancienne traduction connue de la Bible en hongrois. Elle est datée des années 1420-1430,.

## Histoire
La Bible hussite est le seul vestige écrit du hussisme en Hongrie. L'ouvrage, ou du moins sa majeure partie a été traduit par les moines Tamás Pécsi et Bálint Újlaki. Pécsi et Újlaki avaient fréquenté l'Université Charles en Bohême entre 1399 et 1411, où ils sont entrés en contact avec les idées de Jan Hus, un théologien chrétien réformiste. D'après le calendrier trouvé dans le Codex de Munich, les deux prêtres franciscains auraient déjà commencé leurs travaux en 1416 dans la ville de Sremska Kamenica, à l'époque un centre du hussisme, travaux qu'ils achèvent au plus tard en 1441. Pécsi doit fuir la Hongrie à cause de l'Inquisition, et lui et plusieurs de ses partisans s'installèrent en Moldavie ; cependant, la traduction est confisquée.
Le manuscrit original n’a pas été retrouvé, il est présumé disparu. La plupart des textes de la Bible hussite proviennent de copies partielles. Les copies existantes les plus importantes en sont le Codex de Munich, le Codex de Vienne et le Codex Apor. Certaines parties, plus brèves, ont été transcrites dans des dialectes hongrois et retrouvées dans d'autres codex hongrois du XVe siècle.

## Caractéristiques

### Vocabulaire
La langue est archaïque, avec de nombreux termes inconnus en hongrois moderne. On y trouve plusieurs mots rares en vieux hongrois, offrant ainsi un aperçu intéressant de la langue hongroise de l’époque, comme : monnál (mintegy, ou alors), midenem (nemde, n'est-ce pas ?), csajva (cserebogár, hanneton), gördőlet (mennydörgés, tonnerre), etc.
À certains égards, les traducteurs de la Bible hussite furent les premiers réformateurs du hongrois : ils inventèrent plusieurs nouveaux termes, dont : császárlat (imperium), czímerlet (titulus), ezerlő (tribun), negyedlő (tétrarque).

### Orthographe
L'orthographe est influencée par l'orthographe tchèque du début du XVe siècle. Pécsi et Újlaki ont adopté le système d'écriture des sons spéciaux avec signes diacritiques. (c'est-à-dire écrire [ ɲ ] avec ń, ou [ ɛː ] avec è, etc.)
Cette orthographe s'est ensuite répandue également parmi les frères franciscains hongrois et a eu une grande influence sur l'orthographe des livres imprimés hongrois du XVIe siècle. Cependant, l’alphabet hongrois moderne a des origines différentes.

## Copies

### Codex de Vienne
La plus ancienne des copies est le Codex de Vienne. Il contient des parties de l'Ancien Testament. Il compte 162 pages, chacune mesurant 216 sur 142 millimètres. L'ouvrage est l'œuvre de trois mains de la seconde moitié du XVe siècle. Depuis le XVIIIe siècle, le manuscrit est conservé à Vienne, son emplacement antérieur est inconnu. En 1932, il est transféré à la section des manuscrits de la Bibliothèque nationale Széchényi à Budapest, où il se trouve à l'époque actuelle.

### Codex de Munich
Le Codex de Munich comprend 124 pages et contient les quatre Évangiles. Sa taille est de 135 sur 200 millimètres. L'ensemble du manuscrit est rédigé par György Németi, qui a terminé l'ouvrage à Târgu Trotuș, en 1466 apr. J.-C.
On ne sait pas où se trouvait le codex après son achèvement. La première page montre une référence à Johann Albrecht Widmannstetter (1506-1557), l'un des premiers propriétaires, philologue et collectionneur de livres. Après sa mort, le manuscrit est transféré à la Bibliothèque d'État de Bavière, où il est encore aujourd'hui conservé dans un excellent état.
Un fac-similé complet est publié en 1958, dans le cadre de l' Ural-Altaische Bibliothek (Bibliothèque Oural-Altaïque ).

### Codex Apor
Le codex Apor tire son nom de son ancien propriétaire, la famille Apor. C'est un colligatum de 208 pages, mais 92 ont disparu et il n'en reste que 116, dont les 21 premières sont gravement endommagées. En raison des conditions de stockage dans l'humidité, d'autres pages sont également abimées. Il mesure 208 sur 140 millimètres.